# Геофагија
Геофагија је намерно директно уношење земље или сличних супстанци, као што су глина, креда у организам. Иако се претежно јавља  код неких животиња и код више од 100 врста примата, геофагија се такође јавља код људи (најчешће код деце и трудница).  Геофагија се такође може сматрати обликом пикацизма или алотриофагија (неутољиве жеље за јелом нехранљивих и неодговарајућих супстанци).
Хумана геофагија је облик алотриофагије (намерне жудње и конзумирања других предмета осим хране) и класификована је као поремећај у исхрани у Дијагностичком и статистичком приручнику за менталне поремећаје који није друштвено или културно примерена. У медицини, геофагија означава само поремечај у исхрани већ и болест код деце која једу не само прљавштину, већ и блато, ђубре или било шта прљаво уопште. 
Иако њена етиологија остаје непозната, неки педијатри је повезују са недостатком одређених минерала, док је психијатри сматрају озбиљнијим менталним поремећајем.
Иако геофагија може имати потенцијалне здравствене предности, она има и негативне последице. 

## Геофагија код људи

### Антрополошка и историјска сведочанства
Докази за вероватно порекло геофагије пронађени су у остацима раних људи у Африци:
Најстарији докази о геофагији коју су људи практиковали потичу са праисторијског локалитета у водопадима Каламбо на граници Замбије и Танзаније
 (Root Bernstein & Root Bernstein, 2000).
 Овде је поред костију Хомо хабилиса (непосредног претходника Хомо сапиенса ) пронађена бела глина богата калцијумом.
(Питер Абрахамс, Геофагија и нехотично гутање земље) 
Геофагија је распрострањена скоро свуда у племенским и руралним друштвима (иако очигледно никада није била потврђена у Јапану или Кореји) . У античком свету, бројни писци су забележили феномен геофагије. Плиније Старији открио гутање земље на Лимносу, грчком острву, а коришћење земљишта са овог острва пријављено је још у 14. веку. Хипократ (460–377. п. н. е.) помиње геофагију, а чувена расправа De medicina Аула Корнелија Целза повезује анемију са геофагијом  .
Рани истраживачи у Америци су приметили постојање геофагије међу Индијанцима, укључујући Габријела Соареса де Соузу, који је 1587. пријавио да је једно племе у Бразилу користило геофагију у самоубиству, и Александра фон Хумболт, који је навео да је племе звано Отомац јело огромне количине земље. 
У Африци, Дејвид Ливингстон је писао о робовима који се хране земљом на Занзибару, а такође се сматра да је велики број робова донео праксу једења земље и у Нови свет са трговином робљем  . Робови који су се бавили геофагијом називани су „глинождерима“ јер су били познати по конзумирању глине, као и зачина, пепела, креде, траве, штукатуре, боје и скроба  .
У новије време, према књизи  Dixie's Forgotten People: the South's Poor Whites,  геофагија је била уобичајена међу сиромашним белцима на југоистоку Сједињених Америчких Држава у 19. и раном 20. веку, и често је исмевана у популарној литератури. У литератури се такође наводи да су:
„...многи мушкарци су веровали да једење глине повећава сексуалну снагу, а неке жене су тврдиле да једење глине помаже трудницама да имају лакши порођај“  
Геофагија на југу САД је можда била узрокована широко распрострањеном инфекцијом анкилостомом, чији је један од симптом жеља за конзумирањем земље. Геофагија је постала мање распрострањена како су Американци на селу почели да се прилагођавају урбаној култури. Међутим, и данас се печена и обрађена земља и глина продају у продавницама здраве хране и на пијацама на отвореном у јужним деловима Сједињених Америчких Држава.

### Савремене праксе
У Африци, каолинит, понекад познат као калаба (у Габону  и Камеруну), калаба и калабачоп (у Екваторијалној Гвинеји ), једе се из задовољства или за ублажавања глади. Каолин за људску исхрану се продаје на већини тржишта у Камеруну и често је зачињен зачинима као што су црни бибер и кардамом. Потрошња за каолином је већа међу женама, посебно за лечење мучнине током трудноће, упркос вероватно небезбедним нивоима арсена и олова за нерођено дете. 
Један од примера геофагије забележен је у Мангаунгу, Јужноафричка Република, где је ова пракса проучавана са геохемијске тачке гледишта. Калабашка креда (или калабров камен) се такође једе у западној Африци.
На Хаитију је познато да сиромашни људи једу кексе од блата направљене од земље, соли и масти кувањем. Ови кекси иако имају минималну нутритивну вредност, успевају да одрже у животу сиромашне. Међутим, чини се да дуготрајна конзумација овог кекса изазива болове у стомаку и неухрањеност, и лекари је обесхрабрују  .
Бентонит је доступан широм света као дигестив. Каолин се такође широко користи као дигестив и као основа за неке лекове. Палигорскит, друга врста глине, је активни састојак многих лекова против дизентерије  .

### Утицај на здравље
Чини се да минерали глине имају неке микробиолошке предности, као што је заштита желуца од токсина, паразита и патогена. Људи нису у стању да синтетишу витамин Б12, тако да геофагија може бити адаптивно понашања да би се он добио од бактерија у земљишту  . Садржај минерала у земљишту може варирати од региона до региона, али многи садрже високе нивое калцијума, бакра, магнезијума, гвожђа и цинка, минерала који су неопходни за развој фетуса и могу изазвати жељу трудница за металом, земљом или ледом за жвакање. Сматра се да  конзумација минерала (као и жвакање леда или друге вазоконстриктивне хладне хране која помаже повећању кисеоника у мозгу сужавањем вена на врату) има терапеутски ефикат у смањењу смртности новорођенчади, па ће се ове генетске предиспозиције и повезани стимуланси из околине вероватно наћи и код детета. Слично овоме, вишегенерацијски осиромашена села и друге хомогене социоекономске заједнице са затвореном генетиком имају већу вјероватноћу да испоље генетски изражену жеље за земљом или глином, повећавајући вјероватноћу преживљавања кроз вишеструке трудноће код оба пола  .
Очигледно је да постоје ризици у конзумирању земљишта које је контаминирано људским или животињским изметом. Конкретно, јаја црва, као што је Аскарис, која могу остати жива у земљишту годинама, могу довести до инфекција. Док тетанус представља додатни ризик  . 
Тровање оловом је такође повезано са гутањем земље, као и здравствени ризици повезани са изложеношћу цинку могу изазвати проблеме међу људима који редовно конзумирају земљу. Геофагија у трудноћи је повезана са поремећајима хомеостазе и оксидативним оштећењем, што је утвржено код пацова.